# Scouting in België

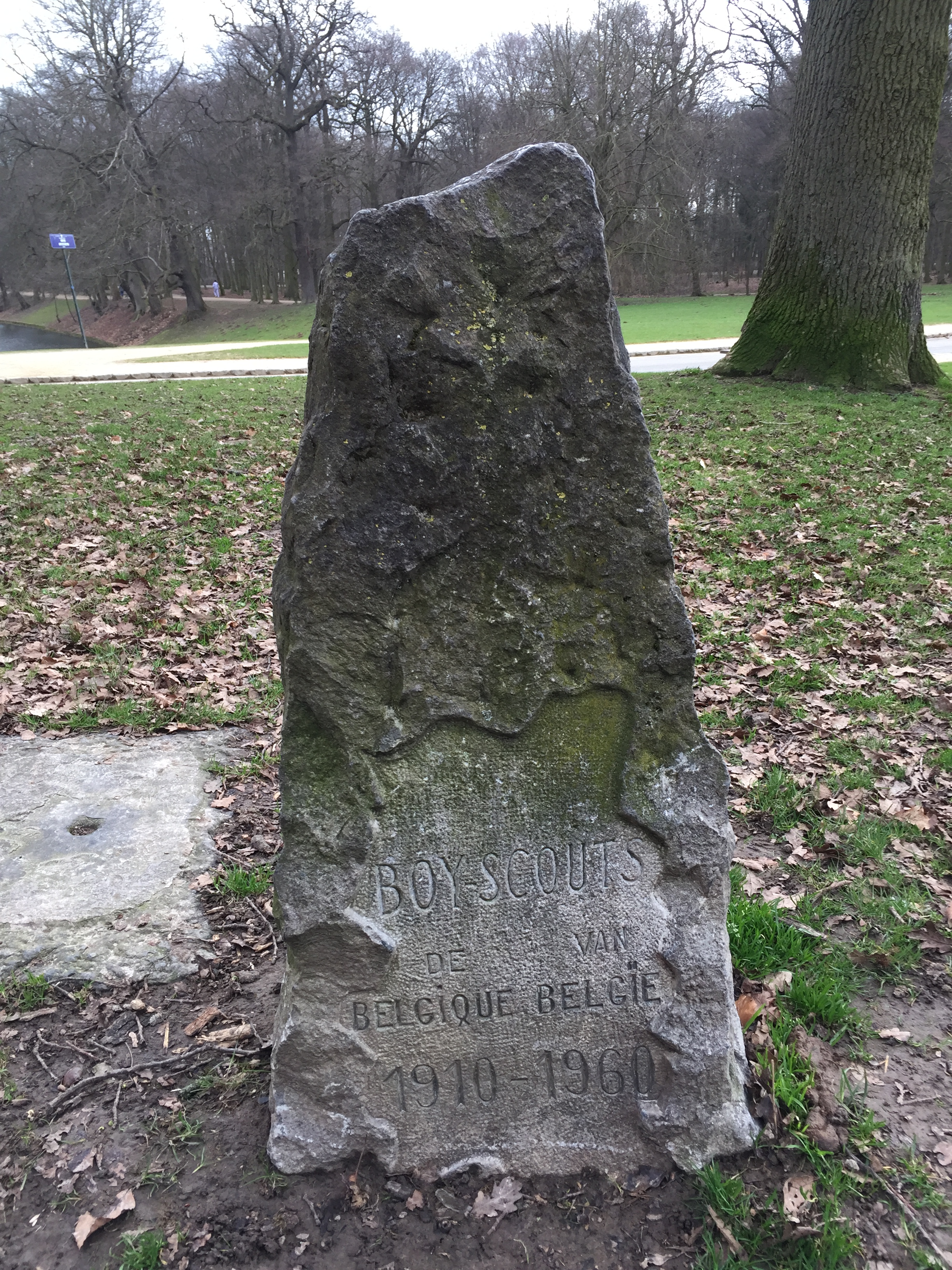
50ste verjaardag van BOY SCOUTS van België 1910-1960

Scouting in België is grotendeels opgesplitst naar de federale structuur van het land, maar er zijn ook levensbeschouwelijke breuklijnen. In België spreekt men in plaats van scouting meestal over 'de scouts' of 'les scouts'.
Vijf scoutingorganisaties zijn lid van de internationale World Organization of the Scout Movement (WOSM) of de World Association of Girl Guides and Girl Scouts (WAGGGS) en worden er vertegenwoordigd door de nationale parapluorganisatie Gidsen- en Scoutsbeweging in België. Daarnaast zijn er ook nog de christelijke Europascouts - België, enkele onafhankelijke groepen en dankzij de internationale instellingen in België ook internationale afdelingen voor andere naties zoals Amerikaanse, Britse, Finse, Poolse en Noorse groepen.

## Geschiedenis
Scouting in België start enkele jaren na de oprichting door Robert Baden-Powell met de eerste pluralistische scoutsvereniging, de Boy-Scouts van België (BSB) in 1910. In 1912 starten ook de katholieken met de oprichting van de Belgian Catholic Scouts (BCS) die ze in 1913 herdopen tot de Baden-Powell Belgian Boy-Scouts (BPBBS). 
Vanaf de jaren 20 start de opsplitsing in Vlaamse en Waalse federaties binnen de katholieke federatie, niet zozeer om communautaire redenen, maar eerder om de eigen groei de baas te kunnen. Die groei bleef duren tot de Tweede Wereldoorlog. Pas in 1966 komt er een afsplitsing van een pluralistische federatie. Na de Tweede Wereldoorlog viel het ledenaantal lichtjes terug, maar dit duurde niet lang. In de jaren zeventig worden er meer takken opgericht.
Hoewel er stevige concurrentie is van andere jeugdbewegingen zoals de Patro en de Chirojeugd Vlaanderen telt de scoutsbeweging in België meer dan 160.000 jongeren waardoor het 'scoutisme-gehalte' er tot de hoogste in Europa behoort (ook al kent de beweging sinds enkele jaren een beperkte terugval in ledenaantal).

## Groepen

### Nationaal
Europascouts en -gidsen België / Guides et Scouts d'Europe (ESG-B FSE) zijn aanwezig in heel België, met ongeveer 2000 leden waarvan 350 in Vlaanderen. Deze beweging is niet aangesloten bij de WOSM/WAGGGS, maar bij de christelijke Internationale unie van Europascouts en -gidsen (UIGSE-FSE) en is katholiek geïnspireerd.
Onafhankelijke Scouts en Gidsengroepen zijn lid van de World Federation of Independent Scouts (WFIS) en te vinden in Gent, Lambusart en Bevekom (Nodebeek/Nodebais).

### Vlaanderen
Er zijn een aantal kleine, onafhankelijke lokale scoutsgroepen die geen lid zijn van de nationale koepels of internationale scoutsbewegingen. De twee grootste federaties zijn  aangesloten bij de WOSM en WAGGGS:
- Scouts en Gidsen Vlaanderen (vroeger VVKSM) telde 83.500 leden in 2020 (72.000 in 2005) en is katholiek geïnspireerd.
- FOS Open Scouting (vroeger Federatie Open Scoutisme of F.O.S.) telde 9.750 leden in 2022 (7.300 in 2005) en is gestoeld op pluralisme. In 2023 bereikte de koepel voor het eerst in haar geschiedenis de kaap van 10.000 leden.

FOS Open Scouting kent vijf leeftijdsgroepen: bevers (zeehonden), welpen, jongverkenners-jonggidsen (aspiranten), verkenners-gidsen (juniors) en seniors. De omschrijving tussen haakjes is de seascoutsbenaming. Optioneel kan een zesde tak (wolven) ingericht worden tussen de leeftijden welpen en jongverkenners.
Scouts en Gidsen Vlaanderen heeft ook vijf speltakken: kapoenen, welpen en kabouters (wouters), jonggidsen en jongverkenners (jonggivers), de gidsen en verkenners (givers) en de jin's (Jij, Ik een Noodzaak). Bij hun zeescouts worden dit respectievelijk zeehondjes, (zee)welpen, scheepsmakkers, (zee)verkenners en loodsen. AKABE is de tak voor mensen met een (zowel lichamelijke als mentale) handicap die kan geïntegreerd worden in de 'normale' werking, maar ook een aparte groep kan zijn. Er zijn steeds meer en meer AKABE-groepen, meestal 1 voor enkele gemeenten samen. Verder heeft de organisatie een aantal terreinen en scoutshops in beheer.

### Franstalig & Duitstalig België
- Les Scouts (Fédération des Scouts Baden-Powell de Belgique, ex-FSC) - Katholiek, gemengd, lid WOSM, ongeveer 58.000 leden
- Les Guides Catholiques de Belgique (GCB) - Katholiek, gemengd, lid WAGGGS, 23.000 leden
- Les Scouts et Guides Pluralistes (SGP) - Pluralistisch, gemengd, lid WOSM en WAGGGS, ongeveer 5.000 leden

Daarnaast zijn er nog de volgende kleine (niet WOSM / WAGGGS) organisaties: Eclaireurs Unionistes de Belgique (YMCA-Scouts), Europe & Scoutisme (lid Confédération Européenne de Scoutisme (CES)), Scouts de Genval, Scouts de Grez, Unité scoute protestante Jean Calvin.